# عباس تجویدی
عباس تجویدی (زادهٔ ۱۹ شهریور ۱۳۲۰ در تهران) نوازندهٔ ویلن اهل ایران است.

## زندگی‌نامه
(به نقل از سیمای هنرمندان ایران جلد دوم - به کوشش حبیب‌الله نصیری فر)

از خانواده‌ای هنرمند در محله پامنار، گذر آقا سید ناصرالدین (سید نصرالدین) متولد شد (بازار پاچنار). وی خواهرزاده احمد قدکچیان، و پسرخاله فریدون ژورک (مهدی) و از سن ۷ سالگی شروع به آموختن ساز سنتور نمود و در ۱۱ سالگی شروع به یادگیری ویولن نزد ابوالحسن صبا نمود. سپس وارد دانشگاه تهران و مشغول به تحصیل در رشته تاریخ و ادبیات فارسی شد. پس از اخذ مدرک فوق لیسانس در ۲۲ سالگی نیز برای گذراندن دوره سربازی به ژاندارمری تهران در رده افسر وظیفه ستوان دوم وارد شد؛ که در همان دوران نیز رهبری ارکستر ژاندارمری حومه تهران بر عهده او بود، پس از گذراندن دوران فوق به تلویزیون ملی ایران وارد و مدیریت گروه موسیقی کودک تلویزیون را بر عهده گرفت که پس از سپری شدن زمانی به رادیو منتقل و از طرف داوود پیرنیا در همین شغل ابقا شد. وی فرزندی با نام علیرضا دارد که خواننده و تهیه‌کننده موسیقی پاپ است.
همزمان به عنوان سولیست ویولن در ارکستر مجلسی به رهبری ژورا میخائیلیان نیز به فعالیت می‌پرداخت. در سال ۱۳۸۰ از سوی خانه موسیقی نائل به دریافت نشان درجه یک هنری و عضویت پیوسته درجه یک شد. از سازهای دیگری که تجویدی آن‌ها را می‌نوازد عود، تار، سه تار و سنتور است.
تجویدی با هنرمندان زیادی مانند: قاسم جبلی، شاپور نیاکان، حسین خواجه امیری (ایرج)، مهندس همایون خرم، جواد لشگری، ابراهیم سلمکی، اسدالله ملک، لطف‌الله مجد، درویش جاویدان، جواد یساری، فریدون حافظی، عباس قادری، مسعود جمالی (تار)، اکبر محسنی، منصور نریمان، تورج شعبانخانی، عباس تهرانی تاش (قرنی)، محمود رحمانی پور، عماد رام (فلوت)، امیر ناصر افتتاح، جهانگیر ملک، آبتین اجلالی (تنبک)، حسن کسایی، حسن ناهید (نی)، رضا ورزنده، منصور صارمی، مجید نجاهی، فضل‌الله توکل، محمد حیدری (سنتور)، احمد عبادی (سه تار) و بسیاری از نوازندگان و البته خوانندگان دیگر همکاری داشته و مورد تأیید و تحسین آن‌ها بوده‌است.
وی بنیانگذار شرکت پخش فرهنگی هنری آوای شباهنگ کنونی است. این شرکت در تاریخ ۱۳۵۸ به عنوان یک استودیوی مستقل توسط تجویدی تأسیس شد که بعدها شرکت شباهنگ صرفاً به پخش صفحه و بعدها کاست می‌پرداخت.
از آهنگسازی‌های تجویدی می‌توان به این آثار اشاره کرد:

## آثار موسیقایی
1. مازیار- کودک قرن ۱۳۷۷
2. بابک اشکان
3. قباد میلانی - جمیله
4. افشین مقراضی (افشار)
5. پروانه - پوران
6. یاد گلها - سیمین
7. عشق شیرین - الهه
8. قاسم جبلی
9. عهدیه - جون و دل ۱۳۵۰
10. ایرج - جان دل ۱۳۵۰
11. وفا- دوست دارم ۱۳۴۷
12. حسن همایونفال
13. بهرام حصیری

## فعالیت‌ها
- ارکستر ملی ایران ۱۳۴۶
- ارکستر شماره ۱۰۴ رادیو ملی ایران به سرپرستی جواد لشگری
- مدیر (موسیقی) گروه کودک تلویزیون ملی ۱۳۴۹
- سرپرست ارکستر کودکان تلویزیون ۱۳۵۰
- ارکستر ۱۰۵ رادیو ملی (ارکستر کُر دختران دبیرستانی شیراز و تهران)
- ضبط موسیقی ارکستر دختران رادیو به همراهی انوشیروان روحانی (کاست خاطره ۱ و ۲)
- اجرای کنسرت با هایده ۱۳۵۳- لندن
- ارکستر مجلسی ایران (به رهبری ژورا میخائیلیان)
- ارکستر دانشجویان دانشگاه تهران - ۱۳۴۷
- ارکستر عبدالله جهان پناه (قطعاتی که با صدای ایرج ضبط شده‌اند)
- شما و رادیو (۱۳۴۳ تا ۱۳۷۵)
- ارکستر ماکارانس - ضیا آتابای (ضیاء عروجی هروی)
- نوایی از موسیقی ملی (ایرج خواجه امیری)
- ارکستر مازیار (عبدالرضا کیانی نژاد)
- ساخت و اجرای قطعات موسیقی برای فیلم (قصه دوست، جاده سبز و . ..)
- اجرای قطعات آموزشی برای ویلن (صوتی)
- حضور به عنوان تهیه‌کننده در آثار پاپ